# (58578) Žídek
(58578) Žídek, désignation internationale (58578) Zidek, est un astéroïde de la ceinture principale.

## Description
(58578) Zidek est un astéroïde de la ceinture principale. Il fut découvert le 24 septembre 1997 à l'Observatoire d'Ondřejov par Lenka Šarounová. Il présente une orbite caractérisée par un demi-grand axe de 2,36 UA, une excentricité de 0,24 et une inclinaison de 2,5° par rapport à l'écliptique.

## Compléments